# Dilipa andromorphica
Dilipa andromorphica är en fjärilsart som beskrevs av Le Moult 1945. Dilipa andromorphica ingår i släktet Dilipa och familjen praktfjärilar. Inga underarter finns listade i Catalogue of Life.